# Fournols
Fournols är en kommun i departementet Puy-de-Dôme i regionen Auvergne-Rhône-Alpes i centrala Frankrike. Kommunen ligger i kantonen Saint-Germain-l'Herm som tillhör arrondissementet Ambert. År 2022 hade Fournols 315 invånare.

## Befolkningsutveckling
Antalet invånare i kommunen Fournols
| Referens: INSEE |